# Bercial (kommunhuvudort)
Bercial är en kommunhuvudort i Spanien.   Den ligger i provinsen Provincia de Segovia och regionen Kastilien och Leon, i den centrala delen av landet, 80 km nordväst om huvudstaden Madrid. Bercial ligger 974 meter över havet och antalet invånare är 116.
Terrängen runt Bercial är platt. Runt Bercial är det mycket glesbefolkat, med 4 invånare per kvadratkilometer. Närmaste större samhälle är Villacastín, 14,3 km söder om Bercial. Trakten runt Bercial består till största delen av jordbruksmark.